# Carico concentrato
Un carico nell'ingegneria strutturale è un sistema di forze applicate che possono originare una deformazione e conseguente stato di sollecitazione in una struttura.
Un carico concentrato equivale ad una forza applicata concettualmente su una superficie infinitesima (o in un punto del materiale di dimensioni infinitesime); equivale ad una forza singola applicata ad un punto.
Si misura comunemente in Newton (N).